# Peters jul (film)
|  | Denne artikel er oprettet af botten Steenthbot ud fra en ekstern database. Den kan derfor have sproglige fejl eller mangler. Denne skabelon kan fjernes efter kontrol af indholdet. |

Peters jul er en dansk børnefilm fra 2006 instrueret af Pia Møller Søe og Jan Winum.

## Medvirkende
- Oliver Brønk Ebsen, Peter
- Jeppe Søe, Far
- Tina Tønder Schmidt, Mor
- Ida Krogh Nielsen, Hanne
- Niklas Børsmose Simony, Knud
- Karen Margrethe Thygesen, Bedstemor
- Kirsten Nordlund Nielsen, Karen
- Jeppe Ugelvig, Rasmus
- Ole Møller Nielsen, Skraldemand
- Jonathan Søe, Skraldemandens søn
- Niels Christian Vinum, Julefar
- Joan Hjerrild, Bedstemors pige
- Claus Jørgensen, Anders